# アグラブ朝

アグラブ朝
الأغالبة

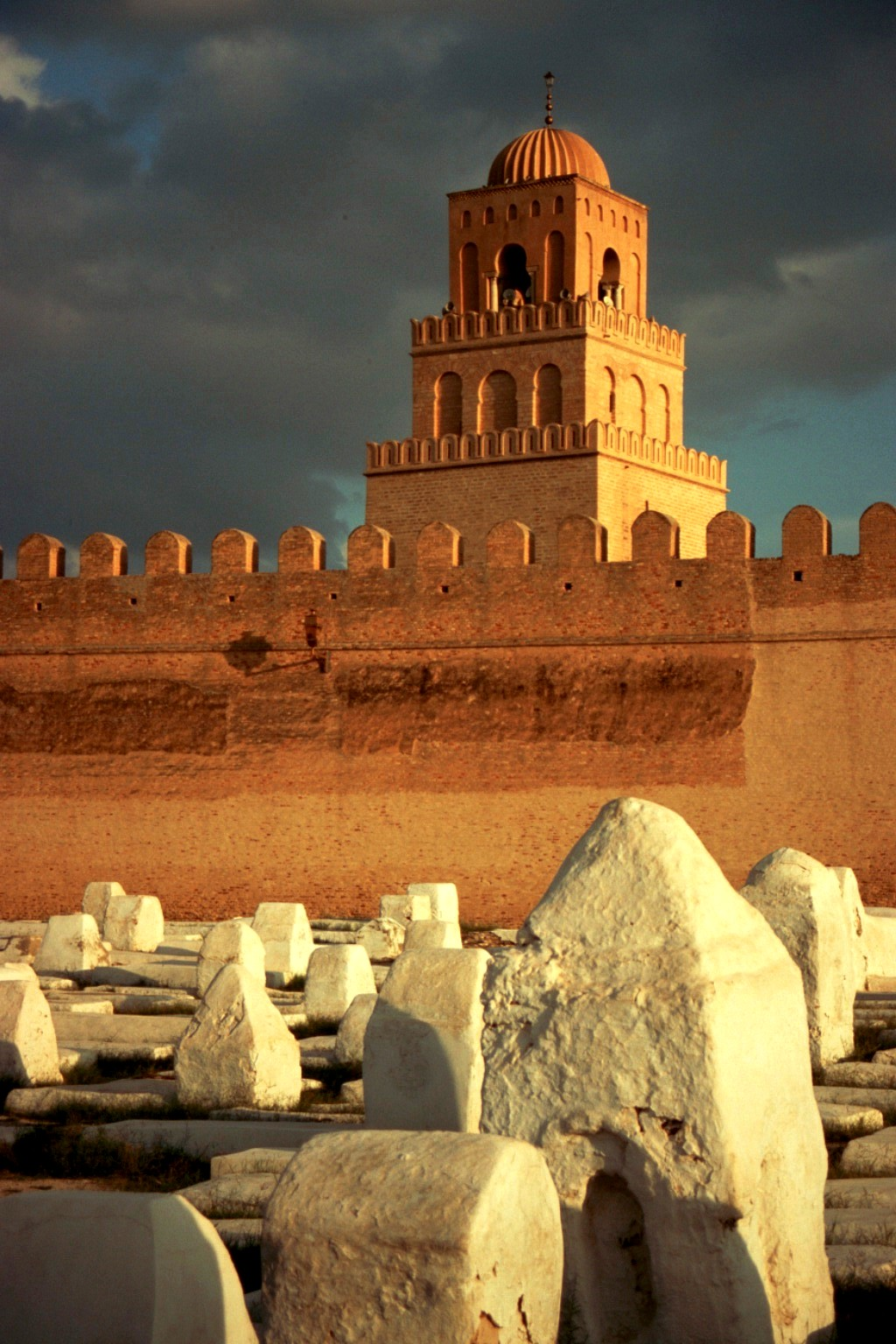
カイラワーンの大モスク

アグラブ朝（アグラブちょう、Aghalabid Dynasty、アラビア語: الأغالبة 、800年 - 909年）は、アッバース朝支配下で現在のチュニジア地方の支配を認められたアグラブ王国（The Aghalabid kingdom）の王朝。国教はイスラーム教スンナ派。首都はカイラワーン。

## 歴史

### 建国
創設者はイフリーキヤ（マグリブ地方東部。いまのチュニジアを中心とする地域）の政局混乱を収拾し、チュニス駐屯軍（ジュンド（アラブ正規軍））の反乱を鎮圧してイフリーキヤに自立政権を樹立したイブラーヒーム・イブン・アグラブである。アッバース朝の第5代カリフであるハールーン・アッ＝ラシードに金貨年4万ディーナールを貢納することでイフリーキヤ総督として認められ、カリフの宗主権を認めながらも独立した地方政権を北アフリカの地に確立した。また、彼はフランク王国のカール大帝にライオンなどの当時としては珍獣を贈っている。
初代のイブラーヒーム1世（在位：800年－812年）はあくまでアッバース朝より派遣されたアミールを称し、以後その後継者もアミールを踏襲したものの、実態は自立して貨幣にはアッバース朝カリフの名を刻まなかった。

### 発展期
アグラブ朝は、第3代のズィヤーダ・アラーフ1世の治世に、827年からシチリア島へ侵攻を開始し（ムスリムのシチリア征服、827年-902年）、シチリア首長国（831年 - 1072年）が成立、ヨーロッパ近海の制海権を掌握して諸島を征服し勢威を誇った。

### 全盛期
王朝としては第7代のズィヤーダ・アラーフ2世のときに全盛期を迎えた。シチリア島の侵攻は902年にイブラーヒーム2世によってタオルミーナが攻略され征服が完了した。キリスト教徒の信仰は尊重されたが、シチリア島西部ではムスリムの移住が進み、西部の中心都市であるパレルモなどでイスラーム化が進んだ。

### アグラブ朝の滅亡
909年にイスマーイール派でファーティマ朝の創始者となったウバイドゥッラー（アブドゥッラー・マフディー  (Ubayd Allah al-Mahdi Billah) ）の侵攻により、君主のズィヤーダ・アラーフ3世が逃亡して滅亡した。

## 大モスクの再建
世界遺産に登録されているカイラワーン（ケルアン）の大モスク（シディ・ウクバ・モスク）はウマイヤ朝の将軍ウクバによって670年に創建されたものであるが、その再建がアグラブ朝のズィヤーダ・アラーフ1世により836年に開始され、イブラーヒーム2世の代に完成した。
首都のカイラワーンはこのモスクにより、メッカ・マディーナ・エルサレムに次ぐ「天国への第4の門」と称された。

## 歴代君主
1. イブラーヒーム1世（英語版）（在位：800年－812年）
2. アブド・アッラーフ1世（在位：812年－817年）
3. ズィヤーダ・アラーフ1世（在位：817年－838年）
4. アル＝アグラブム（在位：838年－841年）
5. ムハンマド1世（在位：841年－856年）
6. マフマド（在位：856年－863年）
7. ズィヤーダ・アラーフ2世（在位：863年－864年）
8. ムハンマド2世（在位：864年－875年）
9. イブラーヒーム2世（在位：875年-902年）
10. アブド・アッラーフ2世（在位：902年－903年）
11. ズィヤーダ・アラーフ3世（在位：903年－909年）